# Xanthochorema celadon
Xanthochorema celadon là một loài Trichoptera trong họ Hydrobiosidae. Chúng phân bố ở miền Australasia.